# Hodnost (graf)
Hodnost grafu je takové číslo, které určuje {\displaystyle h(G)=|U|-p}. Počet uzlů je označen {\displaystyle |U|} a počet komponent grafu je označen {\displaystyle p}.
Jako důsledek definice hodnosti grafu vyplývá, že každý souvislý graf má hodnost rovnu počtu uzlů – 1.